# أرنولد نيلسون سميث
أرنولد نيلسون سميث هو سياسي كندي، ولد في 8 يونيو 1889 في كندا، وتوفي في 24 يوليو 1957. حزبياً، نشط في الحزب الليبرالي الكندي. وقد انتخب عضو مجلس العموم الكندي.